# Titus Statilius Taurus (Konsul 26 v. Chr.)
Titus Statilius Taurus (* vor 60 v. Chr. in Rom; † nach 10 v. Chr.) war ein römischer Feldherr und Politiker des 1. Jahrhunderts v. Chr. aus der ursprünglich lukanischen Familie der Statilier.
Statilius wurde vor 60 v. Chr. in Rom geboren und wurde noch zu Lebzeiten Ciceros († 43 v. Chr.) in den Senat aufgenommen. Er diente Octavian, dem späteren Kaiser Augustus, als Feldherr und Befehlshaber der Flotte gegen Sextus Pompeius. Im Jahr 37 v. Chr. wurde er Suffektkonsul an der Seite Agrippas, eines Jugendfreundes Octavians. Nach dem Sturz des Triumvirn Lepidus amtierte Statilius 36–34 v. Chr. als Statthalter der Provinz Africa. Für seine Verdienste dort durfte er als eines der letzten Nichtmitglieder des Kaiserhauses, denen diese Ehre gewährt wurde, einen Triumph feiern. 34/33 v. Chr. leitete er die Kämpfe in Illyrien. In der Schlacht bei Actium 31 v. Chr. befehligte er das Landheer, während Agrippa die Flotte kommandierte.
Nach dem Sieg über Marcus Antonius und Kleopatra VII. bei Actium beteiligte sich Statilius an der Eroberung Nordspaniens. 29 v. Chr. kämpfte er gegen die keltiberischen Stämme der Kantabrer und der Asturer. Im selben Jahr ließ Statilius auf dem östlichen Teil des Marsfeldes das erste steinerne Amphitheater in Rom errichten, das im Großen Brand Roms zur Zeit Neros zerstört wurde. Im Jahr 26 v. Chr. war er erneut Konsul, diesmal als ordinarius gemeinsam mit Augustus. Statilius beendete schließlich, wohl aus Altersgründen, seine militärische Karriere und übernahm das Amt des Stadtpräfekten von Rom, das er von 16 v. Chr. bis 10 v. Chr. innehatte.
Die Nachfahren des Statilius gehörten noch über einige Jahrzehnte zu den führenden Familien Roms. In den Jahren 11, 16, 44 und 45 n. Chr. bekleideten Mitglieder seiner Familie das Konsulat.